# Medicine Lake (Montana)
Medicine Lake és una població dels Estats Units a l'estat de Montana. Segons el cens del 2000 tenia 269 habitants.

## Demografia
Segons el cens del 2000, Medicine Lake tenia 269 habitants, 120 habitatges, i 72 famílies. La densitat de població era de 253,3 habitants per km².
Dels 120 habitatges en un 28,3% hi vivien nens de menys de 18 anys, en un 50% hi vivien parelles casades, en un 6,7% dones solteres, i en un 40% no eren unitats familiars. En el 40% dels habitatges hi vivien persones soles el 15% de les quals corresponia a persones de 65 anys o més que vivien soles. El nombre mitjà de persones vivint en cada habitatge era de 2,24 i el nombre mitjà de persones que vivien en cada família era de 2,97.
Per edats la població es repartia de la següent manera: un 26,4% tenia menys de 18 anys, un 7,1% entre 18 i 24, un 22,3% entre 25 i 44, un 28,3% de 45 a 60 i un 16% 65 anys o més.
L'edat mediana era de 41 anys. Per cada 100 dones de 18 o més anys hi havia 108,4 homes.
La renda mediana per habitatge era de 28.750 $ i la renda mediana per família de 35.694 $. Els homes tenien una renda mediana de 26.000 $ mentre que les dones 26.250 $. La renda per capita de la població era de 16.405 $. Aproximadament el 7,2% de les famílies i el 7,2% de la població estaven per davall del llindar de pobresa.

## Poblacions més properes
El següent diagrama mostra les poblacions més properes.